# Coppa KOVO 2019 (maschile)
La Coppa KOVO 2019, 14ª edizione della coppa di lega sudcoreana di pallavolo maschile, si è svolta dal 29 settembre al 6 ottobre 2019: al torneo hanno partecipato 8 squadre di club sudcoreane e la vittoria finale è andata per la quarta volta ai Korean Air Jumbos.

## Regolamento

### Formula
La competizione prevede due fasi, quella preliminare e quella finale:
- Nella fase preliminare le sette squadre provenienti dalla V-League e la formazione dell'esercito, il Sangmu, vengono divise in due gironi da quattro squadre, al termine dei quali le prime due classificate di ciascun girone si qualificano alla fase finale;
- Nella fase finale le formazioni qualificate si sfidano in incontri di semifinale e finale in gara unica, con gli accoppiamenti basati sul posizionamento nella fase preliminare.

### Criteri di classifica
L'ordine del posizionamento in classifica è stato definito in base a:
- Numero di partite vinte;
- Ratio dei punti realizzati/subiti;
- Ratio dei set vinti/persi.

## Squadre partecipanti
| Girone A           | Girone B         |
| ------------------ | ---------------- |
| Hyundai Skywalkers | KB Stars         |
| Korean Air Jumbos  | KEPCO Vixtorm    |
| OK Rush & Cash     | Sangmu           |
| Samsung Bluefangs  | Woori Card Wibee |

## Torneo

### Fase a gironi

#### Gruppo A

##### Risultati
| 29 settembre 2019 Palma Gymnasium, Suncheon Durata: 1h:07 - Spettatori: 3 953 | Samsung Bluefangs  | 3 - 0 | Hyundai Skywalkers | 25-9, 25-17, 25-17                |
| 29 settembre 2019 Palma Gymnasium, Suncheon Durata: 2h:03 - Spettatori: 855   | Korean Air Jumbos  | 3 - 2 | OK Rush & Cash     | 23-25, 25-19, 18-25, 25-20, 15-13 |
| 1º ottobre 2019 Palma Gymnasium, Suncheon Durata: 1h:20 - Spettatori: 3 544   | Hyundai Skywalkers | 0 - 3 | Korean Air Jumbos  | 16-25, 19-25, 19-25               |
| 1º ottobre 2019 Palma Gymnasium, Suncheon Durata: 1h:50 - Spettatori: 871     | OK Rush & Cash     | 3 - 1 | Samsung Bluefangs  | 18-25, 25-22, 25-18, 25-22        |
| 3 ottobre 2019 Palma Gymnasium, Suncheon Durata: 1h:51 - Spettatori: 3 804    | Samsung Bluefangs  | 1 - 3 | Korean Air Jumbos  | 25-23, 17-25, 22-25, 20-25        |
| 3 ottobre 2019 Palma Gymnasium, Suncheon Durata: 1h:55 - Spettatori: 941      | Hyundai Skywalkers | 3 - 1 | OK Rush & Cash     | 26-24, 23-25, 25-23, 25-23        |

##### Classifica
| Pos. | Squadra            | G | V | P | SV | SP | Ratio | PF  | PS  | Ratio |
| ---- | ------------------ | - | - | - | -- | -- | ----- | --- | --- | ----- |
| 1    | Korean Air Jumbos  | 3 | 3 | 0 | 9  | 3  | 3,000 | 279 | 240 | 1,163 |
| 2    | OK Rush & Cash     | 3 | 1 | 2 | 6  | 7  | 0,857 | 290 | 292 | 0,993 |
| 3    | Samsung Bluefangs  | 3 | 1 | 2 | 5  | 6  | 0,833 | 246 | 234 | 1,051 |
| 4    | Hyundai Skywalkers | 3 | 1 | 2 | 3  | 7  | 0,429 | 196 | 245 | 0,800 |

      Qualificata in semifinale.

#### Gruppo B

##### Risultati
| 30 settembre 2019 Palma Gymnasium, Suncheon Durata: 2h:01 - Spettatori: 900 | KEPCO Vixtorm    | 1 - 3 | Sangmu           | 29-27 27 25 25, 25-, 22-, 21- |
| 30 settembre 2019 Palma Gymnasium, Suncheon Durata: 1h:56 - Spettatori: 552 | KB Stars         | 3 - 1 | Woori Card Wibee | 16-25 22 26 22, 25-, 28-, 25- |
| 2 ottobre 2019 Palma Gymnasium, Suncheon Durata: 1h:21 - Spettatori: 638    | Sangmu           | 0 - 3 | KB Stars         | 20-25 25 28, 18-, 26-         |
| 2 ottobre 2019 Palma Gymnasium, Suncheon Durata: 1h:50 - Spettatori: 683    | Woori Card Wibee | 3 - 1 | KEPCO Vixtorm    | 25-17 25 23 19, 20-, 25-, 25- |
| 4 ottobre 2019 Palma Gymnasium, Suncheon Durata: 1h:27 - Spettatori: 1 058  | Woori Card Wibee | 3 - 0 | Sangmu           | 25-23, 26-24, 25-19           |
| 4 ottobre 2019 Palma Gymnasium, Suncheon Durata: 1h:30 - Spettatori: 877    | KB Stars         | 3 - 0 | KEPCO Vixtorm    | 25-20, 27-25, 25-23           |

##### Classifica
| Pos. | Squadra          | G | V | P | SV | SP | Ratio | PF  | PS  | Ratio |
| ---- | ---------------- | - | - | - | -- | -- | ----- | --- | --- | ----- |
| 1    | KB Stars         | 3 | 3 | 0 | 9  | 1  | 9,000 | 249 | 227 | 1,097 |
| 2    | Woori Card Wibee | 3 | 2 | 1 | 4  | 7  | 1,750 | 266 | 244 | 1,090 |
| 3    | Sangmu           | 3 | 1 | 2 | 3  | 7  | 0,429 | 234 | 251 | 0,932 |
| 4    | KEPCO Vixtorm    | 3 | 0 | 3 | 2  | 9  | 0,222 | 249 | 276 | 0,902 |

      Qualificata in semifinale.

### Fase finale
|  | Semifinali        | Semifinali |                |                   | Finale | Finale |  |
|  |                   |            |                |                   |        |        |  |
|  | Korean Air Jumbos | 3          |                |                   |        |        |  |
|  | Korean Air Jumbos | 3          |                |                   |        |        |  |
|  | Woori Card Wibee  | 1          |                |                   |        |        |  |
|  | Woori Card Wibee  | 1          |                | Korean Air Jumbos | 3      |        |  |
|  |                   |            |                | Korean Air Jumbos | 3      |        |  |
|  |                   |            | OK Rush & Cash | 0                 |        |        |  |
|  | KB Stars          | 2          | OK Rush & Cash | 0                 |        |        |  |
|  | KB Stars          | 2          |                |                   |        |        |  |
|  | OK Rush & Cash    | 3          |                |                   |        |        |  |

#### Semifinali
| 5 ottobre 2019 Palma Gymnasium, Suncheon Durata: 1h:52 - Spettatori: 2 244 | Korean Air Jumbos | 3 - 1 | Woori Card Wibee | 25-16, 25-22, 19-25, 25-23        |
| 5 ottobre 2019 Palma Gymnasium, Suncheon Durata: 2h:04 - Spettatori: 769   | KB Stars          | 2 - 3 | OK Rush & Cash   | 22-25, 17-25, 25-19, 25-16, 11-15 |

#### Finale
| 6 ottobre 2019 Palma Gymnasium, Suncheon Durata: 1h:32 - Spettatori: 3 395 | Korean Air Jumbos | 3 - 0 | OK Rush & Cash | 25-22, 25-20, 29-27 |

## Premi individuali
| Premio                 | Giocatore       | Squadra           |
| ---------------------- | --------------- | ----------------- |
| MVP                    | Andrés Villena  | Korean Air Jumbos |
| Most Impressive Player | Song Myung-geun | OK Rush & Cash    |
| Rising star            | Kim Jeong-ho    | KB Stars          |